# Seznam dílů seriálu Ženatý se závazky
Toto je seznam dílů seriálu Ženatý se závazky. Americký televizní seriál Ženatý se závazky byl vysílán na televizní stanici Fox od 5. dubna 1987 do 5. května 1997.
Dočkal se celkem 262 dílů v 11 řadách (259 běžných dílů, 3 speciály).  
V Česku byl poprvé odvysílán na stanici Nova od 18. prosince 1995 do 28. dubna 1998.
Díly v seznamu jsou řazeny podle amerického pořadí. V Česku se vysílaly epizody v jiném sledu,
navíc zřejmě každá repríza přináší trochu jiné pořadí (např. podle toho, po kterém dílu se odvysílají speciály) a očíslování.
Celý seriál byl v letech 2009–2010 v Česku vydán na 88 DVD. Pořadí je zde téměř shodné s americkým, ovšem chybí jeden ze speciálů.
Díl 3x10 Uvidím tě u soudu (I'll See You in Court) se v Americe označuje jako ztracená epizoda. Při premiérovém vysílání v USA jej nebylo kvůli cenzorům dovoleno zařadit.
Poprvé se na amerických obrazovkách objevil až v roce 2002, dlouho poté, co se vysílal po celém světě včetně Česka.
DVD vydání 3. řady obsahuje i tento díl a je zařazen na pozici, v jaké bylo původně plánováno jej uvést v televizi.
Epizoda 5x20 Vrchol haldy (Top of the Heap) z roku 1991 slouží zároveň jako pilotní díl nového stejnojmenného seriálu. Tento spin-off se dočkal jen šesti dalších dílů.
(O rok později byl proveden pokus udělat spin-off seriálu Top of the Heap nazvaný Vinnie & Bobby, který také neměl dlouhého trvání a má jen 7 dílů.)
Seriál Top of the Heap nebyl v Česku vysílán. 
Epizody 9x24 Studentské rádio (Radio Free Trumaine, 1995) a 10x22 Nepřátelé (Enemies, 1996) byly také natočeny se záměrem stát se zároveň pilotními díly nových odvozených seriálů,
v těchto případech už ovšem na další pokračování nedošlo. 

## Přehled řad
Přehled řad bez speciálních dílů. U třetí řady v USA uvedeno bez ztraceného dílu 3x10 Uvidím tě u soudu (I'll See You in Court), který  měl premiéru až 18. června 2002.
| Řada | Díly | Premiéra v USA    | Premiéra v USA  | Premiéra v ČR     | Premiéra v ČR     |
| Řada | Díly | První díl         | Poslední díl    | První díl         | Poslední díl      |
| ---- | ---- | ----------------- | --------------- | ----------------- | ----------------- |
| 1    | 13   | 5. dubna 1987     | 28. června 1987 | 18. prosince 1995 | 11. ledna 1996    |
| 2    | 22   | 27. září 1987     | 1. května 1988  | 15. ledna 1996    | 20. února 1996    |
| 3    | 22   | 6. listopadu 1988 | 21. května 1989 | 21. února 1996    | 1. dubna 1996     |
| 4    | 23   | 3. září 1989      | 13. května 1990 | 28. dubna 1997    | 5. června 1997    |
| 5    | 25   | 23. září 1990     | 19. května 1991 | 9. června 1997    | 21. července 1997 |
| 6    | 26   | 8. září 1991      | 17. května 1992 | 22. července 1997 | 3. září 1997      |
| 7    | 26   | 13. září 1992     | 23. května 1993 | 4. září 1997      | 20. října 1997    |
| 8    | 26   | 5. září 1993      | 22. května 1994 | 21. října 1997    | 3. prosince 1997  |
| 9    | 26   | 4. září 1994      | 21. května 1995 | 4. prosince 1997  | 27. ledna 1998    |
| 10   | 26   | 17. září 1995     | 19. května 1996 | 29. ledna 1998    | 16. března 1998   |
| 11   | 24   | 29. září 1996     | 9. června 1997  | 18. března 1998   | 28. dubna 1998    |

## Seznam dílů
Některé díly měly v Česku premiéru okolo půlnoci. V seznamu je uvedeno kalendářní datum před půlnocí.

### První řada (1987)
| Č. v seriálu | Č. v řadě | Původní název                   | Český název                                 | Režie         | Scénář                                       | Premiéra v USA  | Premiéra v ČR     | Produkční kód | Na DVD |
| ------------ | --------- | ------------------------------- | ------------------------------------------- | ------------- | -------------------------------------------- | --------------- | ----------------- | ------------- | ------ |
| 1            | 1         | Pilot                           | Pilot Pilotní díl                           | Linda Day     | Ron Leavitt a Michael G. Moye                | 5. dubna 1987   | 18. prosince 1995 | 1.01          | 1-1    |
| 2            | 2         | Thinergy                        | Lineenergie                                 | Linda Day     | Michael G. Moye a Ron Leavitt                | 12. dubna 1987  | 19. prosince 1995 | 1.02          | 1-2    |
| 3            | 3         | But I Didn't Shoot the Deputy   | Pes obranář                                 | Linda Day     | Ron Burla                                    | 19. dubna 1987  | 20. prosince 1995 | 1.03          | 1-3    |
| 4            | 4         | Whose Room Is It Anyway         | Koho bude ta místnost?                      | Zane Buzby    | Marcy Vosburgh a Sandy Sprung                | 26. dubna 1987  | 21. prosince 1995 | 1.04          | 2-4    |
| 5            | 5         | Have You Driven a Ford Lately?  | Mustang 1965 Řídil jsi v poslední době Ford | Linda Day     | Richard Gurman a Katherine Green             | 3. května 1987  | 27. prosince 1995 | 1.05          | 2-5    |
| 6            | 6         | Sixteen Years a What Do You Get | Šestnáct let a co máš                       | Linda Day     | Katherine Green a Richard Gurman             | 10. května 1987 | 28. prosince 1995 | 1.06          | 2-6    |
| 7            | 7         | Married... without Children     | Mejdan u Rhoadesů Ženatý... bez závazků     | Linda Day     | námět: Ralph R. Farquhar scénář: Matt Geller | 17. května 1987 | 2. ledna 1996     | 1.07          | 3-7    |
| 8            | 8         | The Poker Game                  | Poker                                       | Brian Levant  | Ron Leavitt a Michael G. Moye                | 24. května 1987 | 3. ledna 1996     | 1.08          | 3-8    |
| 9            | 9         | Peggy Sue Got Work              | Peggy má práci Peggy se uchází o práci      | Linda Day     | Ellen L. Fogle                               | 31. května 1987 | 4. ledna 1996     | 1.09          | 3-9    |
| 10           | 10        | Al Loses His Cherry             | Al a letušky                                | Arlando Smith | Marcy Vosburgh a Sandy Sprung                | 7. června 1987  | 8. ledna 1996     | 1.10          | 4-10   |
| 11           | 11        | Nightmare on Al's Street        | Noční můra v Al's street                    | Linda Day     | Michael G. Moye                              | 14. června 1987 | 9. ledna 1996     | 1.11          | 4-11   |
| 12           | 12        | Where's the Boss                | Kde je šéf                                  | Linda Day     | Marcy Vosburgh a Sandy Sprung                | 21. června 1987 | 10. ledna 1996    | 1.12          | 4-12   |
| 13           | 13        | Johnny B. Gone                  | Konec hamburgerům                           | Linda Day     | Katherine Green a Richard Gurman             | 28. června 1987 | 11. ledna 1996    | 1.13          | 5-13   |

### Druhá řada (1987–1988)
| Č. v seriálu | Č. v řadě | Původní název                       | Český název                                    | Režie       | Scénář                                                          | Premiéra v USA     | Premiéra v ČR  | Produkční kód | Na DVD |
| ------------ | --------- | ----------------------------------- | ---------------------------------------------- | ----------- | --------------------------------------------------------------- | ------------------ | -------------- | ------------- | ------ |
| 14           | 1         | Poppy's By the Tree: Part 1         | Poppy u stromu (1. část)                       | Linda Day   | Michael G. Moye a Ron Leavitt                                   | 27. září 1987      | 16. ledna 1996 | 2.01          | 5-14   |
| 15           | 2         | Poppy's By the Tree: Part 2         | Poppy u stromu (2. část)                       | Linda Day   | Michael G. Moye a Ron Leavitt                                   | 27. září 1987      | 17. ledna 1996 | 2.02          | 5-15   |
| 16           | 3         | If I Were a Rich Man                | Kdybych byl bohatý                             | Linda Day   | Sandy Sprung a Marcy Vosburgh                                   | 4. října 1987      | 18. ledna 1996 | 2.03          | 6-16   |
| 17           | 4         | Buck Can Do It                      | Rodinné psí problémy                           | Linda Day   | Michael G. Moye a Ron Leavitt                                   | 11. října 1987     | 15. ledna 1996 | 2.04          | 6-17   |
| 18           | 5         | Girls Just Want to Have Fun: Part 1 | Děvčata se chtějí bavit (1. část)              | Linda Day   | Tracy Gamble a Richard Vaczy                                    | 18. října 1987     | 22. ledna 1996 | 2.05          | 6-18   |
| 19           | 6         | Girls Just Want to Have Fun: Part 2 | Děvčata se chtějí bavit (2. část)              | Linda Day   | Tracy Gamble a Richard Vaczy                                    | 18. října 1987     | 23. ledna 1996 | 2.06          | 7-19   |
| 20           | 7         | For Whom the Bell Tolls             | Pro koho ty zvony zvoní                        | Linda Day   | Richard Gurman a Katherine Green                                | 25. října 1987     | 24. ledna 1996 | 2.07          | 7-20   |
| 21           | 8         | Born to Walk                        | Zrozen k chůzi                                 | Linda Day   | John Vorhaus                                                    | 1. listopadu 1987  | 25. ledna 1996 | 2.08          | 7-21   |
| 22           | 9         | Alley of the Dolls                  | Rodinné kuželky                                | Linda Day   | Sandy Sprung a Marcy Vosburgh                                   | 8. listopadu 1987  | 29. ledna 1996 | 2.09          | 8-22   |
| 23           | 10        | The Razor's Edge                    | Na ostří břitvy                                | Gerry Cohen | Ellen L. Fogle                                                  | 15. listopadu 1987 | 30. ledna 1996 | 2.10          | 8-23   |
| 24           | 11        | How Do You Spell Revenge?           | Jak hláskuješ pomstu?                          | Linda Day   | Ralph R. Farquhar                                               | 22. listopadu 1987 | 31. ledna 1996 | 2.11          | 8-24   |
| 25           | 12        | Earth Angel                         | Anděl Země                                     | Linda Day   | Ellen L. Fogle                                                  | 6. prosince 1987   | 1. února 1996  | 2.12          | 9-25   |
| 26           | 13        | You Better Watch Out                | Mrtvý Santa Claus Radši se dívej jinam         | Linda Day   | Katherine Green a Richard Gurman                                | 20. prosince 1987  | 5. února 1996  | 2.13          | 9-26   |
| 27           | 14        | Guys and Dolls                      | Panenky a panáčci                              | Linda Day   | Sandy Sprung a Marcy Vosburgh                                   | 10. ledna 1988     | 6. února 1996  | 2.14          | 9-27   |
| 28           | 15        | Build a Better Mousetrap            | Postav si lepší myší past Postav lepší past    | Linda Day   | námět: Michael G. Moye a Ron Leavitt scénář: J. Stanford Parker | 24. ledna 1988     | 7. února 1996  | 2.15          | 10-28  |
| 29           | 16        | Master the Possibilities            | Pánem možností                                 | Linda Day   | Ron Leavitt a Michael G. Moye                                   | 7. února 1988      | 8. února 1996  | 2.16          | 10-29  |
| 30           | 17        | Peggy Loves Al, Yeah, Yeah, Yeah    | Peggy miluje Ala Peggy miluje Ala - jé, jé, jé | Gerry Cohen | Ralph R. Farquhar                                               | 14. února 1988     | 12. února 1996 | 2.17          | 10-30  |
| 31           | 18        | The Great Escape                    | Velký útěk před termity Velký únik             | Linda Day   | Ellen L. Fogle                                                  | 21. února 1988     | 13. února 1996 | 2.18          | 11-31  |
| 32           | 19        | Impo-Dent                           | Impotent Steve                                 | Gerry Cohen | Sandy Sprung a Marcy Vosburgh                                   | 28. února 1988     | 14. února 1996 | 2.19          | 11-32  |
| 33           | 20        | Just Married... with Children       | TV soutěž                                      | Linda Day   | Ellen L. Fogle                                                  | 6. března 1988     | 15. února 1996 | 2.20          | 11-33  |
| 34           | 21        | Father Lode                         | Tátův zlatý důl                                | Linda Day   | Jerry Perzigian                                                 | 13. března 1988    | 19. února 1996 | 2.21          | 12-34  |
| 35           | 22        | All in the Family                   | Všichni z rodiny                               | Linda Day   | Marcy Vosburgh a Sandy Sprung                                   | 1. května 1988     | 20. února 1996 | 2.22          | 12-35  |

### Třetí řada (1988–1989)
| Č. v seriálu | Č. v řadě | Původní název                          | Český název                                                    | Režie             | Scénář                                                      | Premiéra v USA                                               | Premiéra v ČR   | Produkční kód | Na DVD |
| ------------ | --------- | -------------------------------------- | -------------------------------------------------------------- | ----------------- | ----------------------------------------------------------- | ------------------------------------------------------------ | --------------- | ------------- | ------ |
| 36           | 1         | He Thought He Could                    | Vrácená kniha                                                  | Gerry Cohen       | Ron Leavitt a Michael G. Moye                               | 6. listopadu 1988                                            | 22. února 1996  | 3.01          | 12-36  |
| 37           | 2         | I'm Going to Sweatland                 | Vypocený Elvis                                                 | Gerry Cohen       | námět: Pamela Wick a Susan Cridland scénář: Carl Studebaker | 20. listopadu 1988                                           | 26. února 1996  | 3.02          | 13-37  |
| 38           | 3         | Poke High                              | Miř vysoko                                                     | Gerry Cohen       | Ralph R. Farquhar                                           | 27. listopadu 1988                                           | 27. února 1996  | 3.03          | 13-38  |
| 39           | 4         | The Camping Show A Period Piece        | Rybaření s periodou                                            | Gerry Cohen       | Sandy Sprung a Marcy Vosburgh                               | 11. prosince 1988                                            | 21. února 1996  | 3.04          | 13-39  |
| 40           | 5         | A Dump of My Own                       | Alův zachod                                                    | Gerry Cohen       | Michael G. Moye a Ron Leavitt                               | 8. ledna 1989                                                | 28. února 1996  | 3.05          | 14-40  |
| 41           | 6         | Her Cups Runneth Over                  | Podprsenka                                                     | Gerry Cohen       | Marcy Vosburgh a Sandy Sprung                               | 15. ledna 1989                                               | 29. února 1996  | 3.06          | 14-41  |
| 42           | 7         | The Bald and the Beautiful             | Plešatí a krásní                                               | John Sgueglia     | Jules Dennis a Richard Mueller                              | 29. ledna 1989                                               | 4. března 1996  | 3.07          | 14-42  |
| 43           | 8         | The Gypsy Cried                        | Cikánská věštkyně                                              | Gerry Cohen       | Richard Gurman                                              | 5. února 1989                                                | 5. března 1996  | 3.09          | 15-43  |
| 44           | 9         | Requiem for a Dead Barber              | Rekviem za mrtvého holiče                                      | James E. Hornbeck | Ron Leavitt a Michael G. Moye                               | 12. února 1989                                               | 6. března 1996  | 3.10          | 15-44  |
| 45           | 10        | I'll See You in Court                  | Uvidím tě u soudu                                              | Gerry Cohen       | Jeanne Baruch a Jeanne Romano                               | 19. února 1989 (neodvysíláno) 18. června 2002 (na kanálu FX) | 7. března 1996  | 3.08          | 17-50  |
| 46           | 11        | Eatin' Out                             | Projedení                                                      | Gerry Cohen       | Sandy Sprung a Marcy Vosburgh                               | 19. února 1989                                               | 11. března 1996 | 3.11          | 15-45  |
| 47           | 12        | My Mom, the Mom                        | Moje máma, to je máma                                          | Gerry Cohen       | námět: Lesa Kite a Cindy Begel scénář: Jan Rosenbloom       | 26. února 1989                                               | 12. března 1996 | 3.12          | 16-46  |
| 48           | 13        | Can't Dance, Don't Ask Me              | Nechci stepovat                                                | Gerry Cohen       | námět: Robert Ulin scénář: Gabrielle Topping                | 19. března 1989                                              | 13. března 1996 | 3.13          | 16-47  |
| 49           | 14        | A Three Job, No Income Family          | Druhý plat                                                     | Gerry Cohen       | Richard Gurman                                              | 19. března 1989                                              | 14. března 1996 | 3.14          | 17-49  |
| 50           | 15        | The Harder They Fall                   | Trpěl jsem v San Quentinu                                      | Gerry Cohen       | Ellen L. Fogle                                              | 26. března 1989                                              | 18. března 1996 | 3.15          | 16-48  |
| 51           | 16        | The House That Peg Lost                | Pyžamový mejdan                                                | Gerry Cohen       | Steve Granat a Mel Sherer                                   | 9. dubna 1989                                                | 19. března 1996 | 3.18          | 17-51  |
| 52           | 17        | Married... with Prom Queen             | Královna abiturientů (1. část) Ženatý... s královnou (1. část) | Gerry Cohen       | Ellen L. Fogle                                              | 23. dubna 1989                                               | 20. března 1996 | 3.16          | 18-52  |
| 53           | 18        | Married... with Prom Queen: The Sequel | Královna abiturientů (2. část) Ženatý... s královnou (2. část) | Gerry Cohen       | Ellen L. Fogle                                              | 30. dubna 1989                                               | 21. března 1996 | 3.17          | 18-53  |
| 54           | 19        | The Dateless Amigo                     | Amigo bez rande                                                | Gerry Cohen       | Sara V. Finney a Vida Spears                                | 7. května 1989                                               | 25. března 1996 | 3.20          | 18-54  |
| 55           | 20        | The Computer Show                      | Počítač Počítačová show                                        | Gerry Cohen       | Ralph R. Farquhar                                           | 14. května 1989                                              | 26. března 1996 | 3.19          | 19-55  |
| 56           | 21        | Life's a Beach                         | Život je pláž Život na pláži                                   | Gerry Cohen       | Ralph R. Farquhar                                           | 21. května 1989                                              | 28. března 1996 | 3.21          | 19-56  |
| 57           | 22        | Here's Lookin' at You, Kid             | Šmírák                                                         | Gerry Cohen       | námět: Jeanne Baruch a Jeanne Romano scénář: Len O'Neill    | 21. května 1989                                              | 1. dubna 1996   | 3.22          | 19-57  |

### Čtvrtá řada (1989–1990)
| Č. v seriálu | Č. v řadě | Původní název                           | Český název                                     | Režie           | Scénář                                                         | Premiéra v USA     | Premiéra v ČR   | Produkční kód | Na DVD |
| ------------ | --------- | --------------------------------------- | ----------------------------------------------- | --------------- | -------------------------------------------------------------- | ------------------ | --------------- | ------------- | ------ |
| 58           | 1         | Hot Off the Grill                       | Grilování o svátku práce                        | Gerry Cohen     | námět: Michael G. Moye a Ron Leavitt scénář: Gabrielle Topping | 3. září 1989       | 28. dubna 1997  | 4.01          | 20-58  |
| 59           | 2         | Dead Men Don't Do Aerobics              | Jim Jupiter Mrtví muži nedělají aerobik         | Gerry Cohen     | Katherine Green                                                | 10. září 1989      | 29. dubna 1997  | 4.02          | 20-59  |
| 60           | 3         | Buck Saves the Day                      | Buck zachránce Buck to zachrání                 | Gerry Cohen     | Marcy Vosburgh a Sandy Sprung                                  | 24. září 1989      | 1. května 1997  | 4.03          | 20-60  |
| 61           | 4         | Tooth or Consequences                   | Zuby a následky Zuby, nebo osud?                | Gerry Cohen     | námět: Sheldon Krasner a David Saling scénář: Will Rogers      | 1. října 1989      | 5. května 1997  | 4.04          | 21-61  |
| 62           | 5         | He Ain't Much, But He's Mine            | Není nic moc, ale je můj Nemá mnoho, ale je můj | Gerry Cohen     | Lisa Rosenthal                                                 | 8. října 1989      | 6. května 1997  | 4.05          | 21-62  |
| 63           | 6         | Fair Exchange                           | Studentka na výměnu Férová výměna               | Gerry Cohen     | Al Aidekman                                                    | 29. října 1989     | 7. května 1997  | 4.06          | 21-63  |
| 64           | 7         | Desperately Seeking Miss October        | Sbírka Playboyů Zoufale hledaná Miss říjen      | Gerry Cohen     | Arthur Silver a Steve Bing                                     | 5. listopadu 1989  | 12. května 1997 | 4.07          | 22-64  |
| 65           | 8         | 976-SHOE                                | 555-BOTA                                        | Gerry Cohen     | Sandy Sprung a Marcy Vosburgh                                  | 12. listopadu 1989 | 13. května 1997 | 4.08          | 22-65  |
| 66           | 9         | Oh, What a Feeling                      | Alovo nové staré auto                           | Gerry Cohen     | Ron Leavitt a Michael G. Moye                                  | 19. listopadu 1989 | 14. května 1997 | 4.09          | 22-66  |
| 67           | 10        | At the Zoo                              | Zoo V zoo                                       | Gerry Cohen     | Katherine Green                                                | 26. listopadu 1989 | 15. května 1997 | 4.10          | 23-67  |
| 68           | 11        | It's a Bundyful Life: Part 1            | Bundí život (1. část)                           | Gerry Cohen     | Michael G. Moye a Ron Leavitt                                  | 17. prosince 1989  | 20. května 1997 | 4.11          | 23-68  |
| 69           | 12        | It's a Bundyful Life: Part 2            | Bundí život (2. část)                           | Gerry Cohen     | Michael G. Moye a Ron Leavitt                                  | 17. prosince 1989  | 20. května 1997 | 4.12          | 23-69  |
| 70           | 13        | Who'll Stop the Rain                    | Kdo zastaví déšť Kdo zastaví déšť?              | Gerry Cohen     | Kevin Curran                                                   | 7. ledna 1990      | 19. května 1997 | 4.13          | 24-70  |
| 71           | 14        | A Taxing Problem                        | Prodej vlasů Daňový problém                     | Gerry Cohen     | Paul Diamond                                                   | 14. ledna 1990     | 22. května 1997 | 4.14          | 24-71  |
| 72           | 15        | Rock and Roll Girl                      | Rockerka Rock and rollová dívka                 | Linda Day       | Ellen L. Fogle                                                 | 4. února 1990      | 21. května 1997 | 4.15          | 24-72  |
| 73           | 16        | You Gotta Know When to Hold 'Em: Part 1 | Las Vegas (1. část)                             | Gerry Cohen     | Sioux Doanham                                                  | 11. února 1990     | 26. května 1997 | 4.16          | 25-73  |
| 74           | 17        | You Gotta Know When to Fold 'Em: Part 2 | Las Vegas (2. část)                             | Gerry Cohen     | Kevin Curran                                                   | 18. února 1990     | 27. května 1997 | 4.17          | 25-74  |
| 75           | 18        | What Goes Around Comes Around           | Alův projev ve škole                            | Gerry Cohen     | Ellen L. Fogle                                                 | 25. února 1990     | 28. května 1997 | 4.18          | 25-75  |
| 76           | 19        | Peggy Turns 300                         | Rekord v kuželkách Peggy hází 300               | Tony Singletary | Katherine Green                                                | 25. března 1990    | 2. června 1997  | 4.19          | 26-76  |
| 77           | 20        | Peggy Made a Little Lamb                | Letní škola                                     | Gerry Cohen     | Ellen L. Fogle                                                 | 15. dubna 1990     | 3. června 1997  | 4.20          | 26-77  |
| 78           | 21        | Raingirl                                | Rosnička Kelly Rosnička                         | Gerry Cohen     | Kevin Curran                                                   | 29. dubna 1990     | 29. května 1997 | 4.21          | 26-78  |
| 79           | 22        | The Agony of Defeet                     | Bud s Marcy Agónie z nohou                      | Gerry Cohen     | Diane Burroughs a Joey Gutierrez                               | 6. května 1990     | 4. června 1997  | 4.22          | 27-79  |
| 80           | 23        | Yard Sale                               | Bundyland Výprodej                              | Gerry Cohen     | Marcy Vosburgh a Sandy Sprung                                  | 13. května 1990    | 5. června 1997  | 4.23          | 27-80  |

### Pátá řada (1990–1991)
| Č. v seriálu | Č. v řadě | Původní název                       | Český název                                            | Režie       | Scénář                                       | Premiéra v USA     | Premiéra v ČR     | Produkční kód | Na DVD |
| ------------ | --------- | ----------------------------------- | ------------------------------------------------------ | ----------- | -------------------------------------------- | ------------------ | ----------------- | ------------- | ------ |
| 81           | 1         | We'll Follow the Sun                | Pojedeme za sluncem Stále za sluncem                   | Gerry Cohen | Ron Leavitt a Michael G. Moye                | 23. září 1990      | 10. června 1997   | 5.01          | 27-81  |
| 82           | 2         | Al... with Kelly                    | Al s Kelly Al... s Kelly                               | Gerry Cohen | námět: Stacie Lipp scénář: Gabrielle Topping | 30. září 1990      | 9. června 1997    | 5.02          | 28-82  |
| 83           | 3         | Sue Casa, His Casa                  | Řidičák Před soudem                                    | Gerry Cohen | Kevin Curran                                 | 7. října 1990      | 11. června 1997   | 5.03          | 28-83  |
| 84           | 4         | The Unnatural                       | Nejplatnější hráč                                      | Gerry Cohen | Katherine Green                              | 14. října 1990     | 12. června 1997   | 5.04          | 28-84  |
| 85           | 5         | The Dance Show                      | Peggy tancuje Taneční show                             | Gerry Cohen | Arthur Silver                                | 21. října 1990     | 16. června 1997   | 5.05          | 29-85  |
| 86           | 6         | Kelly Bounces Back                  | Bunda poskok                                           | Gerry Cohen | Al Aidekman                                  | 28. října 1990     | 17. června 1997   | 5.06          | 29-86  |
| 87           | 7         | Married... with Aliens              | Ženatý s mimozemšťany                                  | Gerry Cohen | Ellen L. Fogle                               | 4. listopadu 1990  | 18. června 1997   | 5.07          | 29-87  |
| 88           | 8         | Wabbit Season                       | Alova zahrádka Kválíčí sezóna                          | Gerry Cohen | Ron Leavitt a Michael G. Moye                | 11. listopadu 1990 | 19. června 1997   | 5.08          | 30-88  |
| 89           | 9         | Do Ya Think I'm Sexy                | Myslíte, že jsem sexy Myslíš, že jsem sexy             | Gerry Cohen | Kevin Curran                                 | 18. listopadu 1990 | 23. června 1997   | 5.09          | 30-89  |
| 90           | 10        | One Down, Two to Go                 | Jedna pryč, dva zbývají Kellyino právo                 | Gerry Cohen | Ralph R. Farquhar                            | 25. listopadu 1990 | 24. června 1997   | 5.10          | 30-90  |
| 91           | 11        | And Baby Makes Money                | Plod naší chamtivosti A děťátko vydělává               | Gerry Cohen | Art Everett                                  | 16. prosince 1990  | 25. června 1997   | 5.11          | 31-91  |
| 92           | 12        | Married... with Who                 | Vdaná... ale za koho Vdaná... za koho                  | Gerry Cohen | Ellen L. Fogle                               | 6. ledna 1991      | 26. června 1997   | 5.12          | 31-92  |
| 93           | 13        | The Godfather                       | Kmotr                                                  | Gerry Cohen | Ralph R. Farquhar                            | 3. února 1991      | 1. července 1997  | 5.13          | 31-93  |
| 94           | 14        | Look Who's Barking                  | Cheescake Podívej se, kdo to štěká                     | Gerry Cohen | Katherine Green                              | 10. února 1991     | 30. června 1997   | 5.14          | 32-94  |
| 95           | 15        | A Man's Castle                      | Mužův hrad - jeho záchod Můj hrad                      | Gerry Cohen | Stacie Lipp                                  | 17. února 1991     | 2. července 1997  | 5.15          | 32-95  |
| 96           | 16        | All Night Security Dude             | Noční hlídač                                           | Gerry Cohen | Glenn Eichler a Peter Gaffney                | 24. února 1991     | 3. července 1997  | 5.16          | 32-96  |
| 97           | 17        | Oldies But Young 'Uns               | Název písničky Staré, ale mladé                        | Gerry Cohen | Bill Prady                                   | 17. března 1991    | 8. července 1997  | 5.17          | 33-97  |
| 98           | 18        | Weenie Tot Lovers a Other Strangers | Weenie tot Milovníci Weeni Tot a jiní podivíni         | Gerry Cohen | Kevin Curran                                 | 24. března 1991    | 7. července 1997  | 5.18          | 33-98  |
| 99           | 19        | Kids! Wadaya Gonna Do?              | Filmy Děti, co budete dělat?                           | Linda Day   | Ellen L. Fogle                               | 7. dubna 1991      | 14. července 1997 | 5.19          | 33-99  |
| 100          | 20        | Top of the Heap                     | Vrchol haldy Na samém vrcholu                          | Gerry Cohen | Ron Leavitt a Arthur Silver                  | 7. dubna 1991      | 21. července 1997 | 5.20          | 34-100 |
| 101          | 21        | You Better Shop Around: Part 1      | Klimatizace (1. část) Raději něco nakup (1. část)      | Linda Day   | J.D. Brancato a Michael Ferris               | 14. dubna 1991     | 9. července 1997  | 5.21          | 34-101 |
| 102          | 22        | You Better Shop Around: Part 2      | Klimatizace (2. část) Raději něco nakup (2. část)      | Linda Day   | Stacie Lipp                                  | 21. dubna 1991     | 10. července 1997 | 5.22          | 34-102 |
| 103          | 23        | Route 666: Part 1                   | Zlatý důl v Novém Mexiku (1. část) Route 666 (1. část) | Gerry Cohen | Katherine Green                              | 28. dubna 1991     | 15. července 1997 | 5.23          | 35-103 |
| 104          | 24        | Route 666: Part 2                   | Zlatý důl v Novém Mexiku (2. část) Route 666 (2. část) | Gerry Cohen | Ralph R. Farquhar                            | 5. května 1991     | 16. července 1997 | 5.24          | 35-104 |
| 105          | 25        | Buck the Stud                       | Hřebec Buck Buck, chovný samec                         | Gerry Cohen | Chip Johannessen a John Rinker               | 19. května 1991    | 17. července 1997 | 5.25          | 35-105 |

### Šestá řada (1991–1992)
| Č. v seriálu | Č. v řadě | Původní název                                         | Český název                                                          | Režie         | Scénář                                  | Premiéra v USA     | Premiéra v ČR     | Produkční kód | Na DVD |
| ------------ | --------- | ----------------------------------------------------- | -------------------------------------------------------------------- | ------------- | --------------------------------------- | ------------------ | ----------------- | ------------- | ------ |
| 106          | 1         | She's Having My Baby: Part 1                          | Peggy je těhotná (1. část) Má moje dítě (1. část)                    | Gerry Cohen   | Ron Leavitt a Michael G. Moye           | 8. září 1991       | 22. července 1997 | 6.01          | 36-106 |
| 107          | 2         | She's Having My Baby: Part 2                          | Peggy je těhotná (2. část) Má moje dítě (2. část)                    | Gerry Cohen   | Kevin Curran                            | 15. září 1991      | 23. července 1997 | 6.02          | 36-107 |
| 108          | 3         | If Al Had a Hammer                                    | Dědovo kladivo Když měl Al kladivo                                   | Gerry Cohen   | Kevin Curran                            | 22. září 1991      | 24. července 1997 | 6.03          | 36-108 |
| 109          | 4         | Cheese, Cues and Blood                                | Kelly si vydělává Sýr, kulečník a krev                               | Gerry Cohen   | námět: Brian Scully scénář: Allan Davis | 29. září 1991      | 28. července 1997 | 6.04          | 37-109 |
| 110          | 5         | Looking for a Desk in All the Wrong Places            | Hledání skříňky Hledání stolku                                       | Gerry Cohen   | Stacie Lipp                             | 6. října 1991      | 29. července 1997 | 6.05          | 37-110 |
| 111          | 6         | Buck Has a Bellyache                                  | Nemocný Buck Bucka bolí bříško                                       | Gerry Cohen   | Ellen L. Fogle                          | 13. října 1991     | 30. července 1997 | 6.06          | 37-111 |
| 112          | 7         | If I Could See Me Now                                 | Kdybych se tak mohl vidět                                            | Amanda Bearse | Gabrielle Topping                       | 27. října 1991     | 31. července 1997 | 6.07          | 38-112 |
| 113          | 8         | God's Shoes                                           | Boží boty                                                            | Gerry Cohen   | Ellen L. Fogle                          | 3. listopadu 1991  | 4. srpna 1997     | 6.08          | 38-113 |
| 114          | 9         | Kelly Does Hollywood: Part 1                          | Kelly jde do Hollywoodu (1. část) Kelly dělá pro Hollywood (1. část) | Gerry Cohen   | Larry Jacobson                          | 10. listopadu 1991 | 5. srpna 1997     | 6.09          | 38-114 |
| 115          | 10        | Kelly Does Hollywood: Part 2                          | Kelly jde do Hollywoodu (2. část) Kelly dělá pro Hollywood (2. část) | Gerry Cohen   | Larry Jacobson                          | 17. listopadu 1991 | 6. srpna 1997     | 6.10          | 39-115 |
| 116          | 11        | Al Bundy, Shoe Dick                                   | Soukromý detektiv Al Bunda - čmuchal                                 | Gerry Cohen   | Larry Jacobson                          | 24. listopadu 1991 | 7. srpna 1997     | 6.11          | 39-116 |
| 117          | 12        | So This Is How Sinatra Felt                           | Tak takhle se cítil Sinatra                                          | Gerry Cohen   | Stacie Lipp                             | 1. prosince 1991   | 11. srpna 1997    | 6.12          | 39-117 |
| 118          | 13        | I Who Have Nothing                                    | Já nemám nic Já Al, co nic nemá                                      | Gerry Cohen   | Katherine Green                         | 22. prosince 1991  | 12. srpna 1997    | 6.13          | 40-118 |
| 119          | 14        | The Mystery of Skull Island                           | Desková hra                                                          | Gerry Cohen   | Kevin Curran                            | 5. ledna 1992      | 13. srpna 1997    | 6.14          | 40-119 |
| 120          | 15        | Just Shoe It                                          | Obuj to Obuj se do toho                                              | Gerry Cohen   | Lisa Chernin                            | 19. ledna 1992     | 14. srpna 1997    | 6.15          | 40-120 |
| 121          | 16        | Rites of Passage                                      | Osmnáctiny Obřad pasování                                            | Gerry Cohen   | Ilunga Adell                            | 9. února 1992      | 18. srpna 1997    | 6.16          | 41-121 |
| 122          | 17        | The Egg and I                                         | Vejce a já                                                           | Gerry Cohen   | Ellen L. Fogle                          | 16. února 1992     | 19. srpna 1997    | 6.17          | 41-122 |
| 123          | 18        | My Dinner With Anthrax                                | Večeře s Anthrax Večeře s Anthraxem                                  | Gerry Cohen   | Larry Jacobson                          | 23. února 1992     | 21. srpna 1997    | 6.18          | 41-123 |
| 124          | 19        | Psychic Avengers                                      | Psychotronici Mstivá kletba                                          | Amanda Bearse | Calvin Brown, Jr.                       | 1. března 1992     | 20. srpna 1997    | 6.19          | 42-124 |
| 125          | 20        | Hi I.Q.                                               | Vysoké IQ Ahoj I.Q.                                                  | Gerry Cohen   | Steve Crider                            | 22. března 1992    | 25. srpna 1997    | 6.20          | 42-125 |
| 126          | 21        | Teacher Pets                                          | Láska k učitelce Miláček učitelky                                    | Gerry Cohen   | Katherine Green                         | 5. dubna 1992      | 26. srpna 1997    | 6.21          | 42-126 |
| 127          | 22        | The Goodbye Girl                                      | Verminátor Loučící se dívka                                          | Gerry Cohen   | Stacie Lipp                             | 19. dubna 1992     | 27. srpna 1997    | 6.22          | 43-127 |
| 128          | 23        | The Gas Station Show                                  | Pumpa s plnou obsluhou Show u benzínové pumpy                        | Gerry Cohen   | Michael G. Moye a Ron Leavitt           | 26. dubna 1992     | 28. srpna 1997    | 6.23          | 43-128 |
| 129          | 24        | England Show: Part 1                                  | Anglie (1. část)                                                     | Gerry Cohen   | Ellen L. Fogle                          | 3. května 1992     | 1. září 1997      | 6.24          | 43-129 |
| 130          | 25        | England Show: Part 2 Wastin' the Company's Money      | Anglie (2. část)                                                     | Gerry Cohen   | Stacie Lipp                             | 10. května 1992    | 2. září 1997      | 6.25          | 44-130 |
| 131          | 26        | England Show: Part 3 We're Spending as Fast as We Can | Anglie (3. část)                                                     | Gerry Cohen   | Kevin Curran                            | 17. května 1992    | 3. září 1997      | 6.26          | 44-131 |

### Sedmá řada (1992–1993)
| Č. v seriálu | Č. v řadě | Původní název                          | Český název                                        | Režie          | Scénář                                                    | Premiéra v USA     | Premiéra v ČR] | Produkční kód | Na DVD |
| ------------ | --------- | -------------------------------------- | -------------------------------------------------- | -------------- | --------------------------------------------------------- | ------------------ | -------------- | ------------- | ------ |
| 132          | 1         | Magnificent Seven                      | Sedma Úžasná Sedma                                 | Gerry Cohen    | Arthur Silver                                             | 13. září 1992      | 4. září 1997   | 7.01          | 44-132 |
| 133          | 2         | T-R-A-Something-Something Spells Tramp | Tulačka Něco jako coura                            | Gerry Cohen    | Ron Leavitt a Ellen L. Fogle                              | 20. září 1992      | 8. září 1997   | 7.02          | 45-133 |
| 134          | 3         | Every Bundy Has a Birthday             | Oslava narozenin Každý Bunda má narozeniny         | Gerry Cohen    | Richard Gurman                                            | 27. září 1992      | 9. září 1997   | 7.03          | 45-134 |
| 135          | 4         | Al On the Rocks                        | Barman nahoře bez Al s ledem                       | Gerry Cohen    | Andrew Smith                                              | 4. října 1992      | 10. září 1997  | 7.04          | 45-135 |
| 136          | 5         | What I Did For Love                    | Co bych neudělala pro lásku Co jsem udělal z lásky | Gerry Cohen    | Ellen L. Fogle                                            | 11. října 1992     | 11. září 1997  | 7.05          | 46-136 |
| 137          | 6         | Frat Chance                            | Budovo bratrstvo Příležitost v bratrstvu           | Gerry Cohen    | Larry Jacobson                                            | 25. října 1992     | 15. září 1997  | 7.06          | 46-137 |
| 138          | 7         | The Chicago Wine Party                 | Volby Chicagská strana vína                        | Gerry Cohen    | Stacie Lipp                                               | 1. listopadu 1992  | 16. září 1997  | 7.07          | 46-138 |
| 139          | 8         | Kelly Doesn't Live Here Anymore        | Servírka Kelly Kelly už tu nebydlí                 | Amanda Bearse  | Gabrielle Topping                                         | 8. listopadu 1992  | 17. září 1997  | 7.08          | 47-139 |
| 140          | 9         | Rock of Ages                           | Stará pomoc Rock věků                              | Gerry Cohen    | Al Aidekman                                               | 15. listopadu 1992 | 18. září 1997  | 7.09          | 47-140 |
| 141          | 10        | Death of a Shoe Salesman               | Smrt prodavače bot                                 | Gerry Cohen    | Stacie Lipp                                               | 22. listopadu 1992 | 22. září 1997  | 7.10          | 47-141 |
| 142          | 11        | Old College Try                        | Bud na koleji Starý vysokoškolský zvyk             | Gerry Cohen    | námět: Diane Burroughs a Joey Gutierrez scénář: P. Sharon | 13. prosince 1992  | 23. září 1997  | 7.11          | 48-142 |
| 143          | 12        | Christmas                              | Vánoce                                             | Gerry Cohen    | Ellen L. Fogle                                            | 20. prosince 1992  | 24. září 1997  | 7.12          | 48-143 |
| 144          | 13        | The Wedding Show                       | Svatba Svatební show                               | Gerry Cohen    | Arthur Silver                                             | 10. ledna 1993     | 25. září 1997  | 7.13          | 48-144 |
| 145          | 14        | It Doesn't Get Any Better Than This    | Nejlepší rekreakce Lepší to ani být nemůže         | Sam W. Orender | Michael G. Moye                                           | 24. ledna 1993     | 29. září 1997  | 7.14          | 49-145 |
| 146          | 15        | Heels on Wheels                        | Motorka mládí Na motorce ve vysokých podpadcích    | Gerry Cohen    | Stacie Lipp                                               | 7. února 1993      | 30. září 1997  | 7.15          | 49-146 |
| 147          | 16        | Mr. Empty Pants                        | Pan Prázdné kalhoty Pán Prázdné kalhoty            | Gerry Cohen    | George Tricker                                            | 14. února 1993     | 1. října 1997  | 7.16          | 49-147 |
| 148          | 17        | You Can't Miss                         | Nemůžete chybit Nemůžeš chybit                     | Amanda Bearse  | Joel Valentincic a Scott Zimbler                          | 21. února 1993     | 2. října 1997  | 7.17          | 50-148 |
| 149          | 18        | Peggy and the Pirates                  | Peggy a piráti                                     | Gerry Cohen    | Richard Gurman                                            | 28. února 1993     | 6. října 1997  | 7.18          | 50-149 |
| 150          | 19        | Go For the Old                         | Al seniorem Boj se stářím                          | Gerry Cohen    | Stacie Lipp                                               | 14. března 1993    | 7. října 1997  | 7.19          | 50-150 |
| 151          | 20        | Un-Alful Entry                         | Vstup zakázán                                      | Amanda Bearse  | Larry Jacobson                                            | 28. března 1993    | 8. října 1997  | 7.20          | 51-151 |
| 152          | 21        | Movie Show                             | Návštěva kina Filmová show                         | Gerry Cohen    | Ellen L. Fogle                                            | 11. dubna 1993     | 9. října 1997  | 7.21          | 51-152 |
| 153          | 22        | 'Til Death Do Us Part                  | Dokud nás smrt nerozdělí                           | Gerry Cohen    | Stacie Lipp                                               | 25. dubna 1993     | 13. října 1997 | 7.22          | 51-153 |
| 154          | 23        | Tis Time to Smell the Roses            | Předčasný důchod Je čas vonět k růžím              | Gerry Cohen    | Kevin Curran                                              | 2. května 1993     | 14. října 1997 | 7.23          | 52-154 |
| 155          | 24        | Old Insurance Dodge                    | Krádež Dodge Pojistka na starého Dodge             | Gerry Cohen    | Larry Jacobson                                            | 9. května 1993     | 15. října 1997 | 7.24          | 52-155 |
| 156          | 25        | Wedding Repercussions                  | Jimmyho rozchod Svatební ozvěny                    | Gerry Cohen    | Arthur Silver                                             | 16. května 1993    | 16. října 1997 | 7.25          | 52-156 |
| 157          | 26        | The Proposition                        | Návrh Neslušný návrh                               | Gerry Cohen    | Arthur Silver                                             | 23. května 1993    | 20. října 1997 | 7.26          | 53-157 |

### Osmá řada (1993–1994)
| Č. v seriálu | Č. v řadě | Původní název                              | Český název                                          | Režie           | Scénář                                                 | Premiéra v USA     | Premiéra v ČR      | Produkční kód | Na DVD |
| ------------ | --------- | ------------------------------------------ | ---------------------------------------------------- | --------------- | ------------------------------------------------------ | ------------------ | ------------------ | ------------- | ------ |
| 158          | 1         | A Tisket, a Tasket, Can Peg Make a Basket? | Basketball Peggy hraje basket                        | Tony Singletary | Kim Weiskopf                                           | 5. září 1993       | 21. října 1997     | 8.01          | 53-158 |
| 159          | 2         | Hood 'n The Boyz                           | Ray-Rayův gang Záchranná akce                        | Tony Singletary | Michael G. Moye                                        | 12. září 1993      | 22. října 1997     | 8.02          | 53-159 |
| 160          | 3         | Proud to Be Your Bud                       | Hrdý na svého Buda Jsem hrdý, že jsem Bud            | Tony Singletary | Stacie Lipp                                            | 19. září 1993      | 23. října 1997     | 8.03          | 54-160 |
| 161          | 4         | Luck of the Bundys                         | Bundovo štěstí Štěstí Bundových                      | Tony Singletary | Richard Gurman                                         | 26. září 1993      | 27. října 1997     | 8.04          | 54-161 |
| 162          | 5         | Banking on Marcy                           | Bankovnice Marcy Marcy v bankovnictví                | Tony Singletary | Stacie Lipp                                            | 3. října 1993      | 28. října 1997     | 8.05          | 54-162 |
| 163          | 6         | No Chicken, No Check                       | Žádné kuře, žádný šek                                | Tony Singletary | Ralph R. Farquhar                                      | 10. října 1993     | 29. října 1997     | 8.06          | 55-163 |
| 164          | 7         | Take My Wife, Please                       | Village People Vezmi si mou ženu, prosím             | Tony Singletary | námět: Peter Gaulke a Eddie Feldmann scénář: Brad Yuen | 24. října 1993     | 30. října 1997     | 8.07          | 55-164 |
| 165          | 8         | Scared Single                              | Aaron Vystrašený snoubenec                           | Sam W. Orender  | Katherine Green                                        | 7. listopadu 1993  | 3. listopadu 1997  | 8.08          | 55-165 |
| 166          | 9         | NO MA'AM                                   | Ne Madam NE MADAM                                    | Tony Singletary | Larry Jacobson                                         | 14. listopadu 1993 | 4. listopadu 1997  | 8.09          | 56-166 |
| 167          | 10        | Dances with Weezie                         | The Jeffersons Tanec s Weezií                        | Tony Singletary | Richard Gurman                                         | 21. listopadu 1993 | 5. listopadu 1997  | 8.10          | 56-167 |
| 168          | 11        | Change For a Buck                          | Buckův útěk Něco jiného pro Bucka                    | Amanda Bearse   | Kim Weiskopf                                           | 28. listopadu 1993 | 6. listopadu 1997  | 8.11          | 56-168 |
| 169          | 12        | A Little Off the Top                       | Obřízka Jen maličký kousíček                         | Sam W. Orender  | Michael G. Moye                                        | 12. prosince 1993  | 10. listopadu 1997 | 8.12          | 57-169 |
| 170          | 13        | The Worst Noel                             | Vánoce s televizí Nejhorší Vánoce                    | Amanda Bearse   | Larry Jacobson                                         | 19. prosince 1993  | 11. listopadu 1997 | 8.13          | 57-170 |
| 171          | 14        | Sofa So Good                               | Gauč Tak skvělý gauč                                 | Amanda Bearse   | Doug McIntyre                                          | 16. ledna 1994     | 13. listopadu 1997 | 8.15          | 57-171 |
| 172          | 15        | Honey, I Blew Up Myself                    | Dárek                                                | Sam W. Orender  | Wayne Kline                                            | 23. ledna 1994     | 12. listopadu 1997 | 8.14          | 58-172 |
| 173          | 16        | How Green Was My Apple                     | Boj o jablko Jak zelené bylo moje jablko             | Gerry Cohen     | Katherine Green                                        | 6. února 1994      | 17. listopadu 1997 | 8.16          | 58-173 |
| 174          | 17        | Valentine's Day Massacre                   | Valentýnský masakr Masakr na Sv. Valentýna           | Gerry Cohen     | Cindy Begel                                            | 13. února 1994     | 19. listopadu 1997 | 8.18          | 58-174 |
| 175          | 18        | Get Outta Dodge                            | Dodge                                                | Sam W. Orender  | Mark Driscoll                                          | 20. února 1994     | 18. listopadu 1997 | 8.17          | 59-175 |
| 176          | 19        | Field of Screams                           | Alovo hřiště Seznamte se s brouky                    | Gerry Cohen     | Al Aidekman                                            | 27. února 1994     | 20. listopadu 1997 | 8.19          | 59-176 |
| 177          | 20        | The D'Arcy Files                           | Akta D'Arcy Případ D'Arcy                            | Gerry Cohen     | Ilunga Adell                                           | 27. března 1994    | 24. listopadu 1997 | 8.20          | 59-177 |
| 178          | 21        | Nooner or Nothing                          | Sežehnutí na troud Na poledne nebo později           | Gerry Cohen     | Nancy Neufeld                                          | 10. dubna 1994     | 26. listopadu 1997 | 8.21          | 60-178 |
| 179          | 22        | Ride Scare                                 | Zelenější Chicago Za čistší Chicago                  | Sam W. Orender  | Nancy Neufeld                                          | 24. dubna 1994     | 2. prosince 1997   | 8.22          | 60-179 |
| 180          | 23        | The Legend of Ironhead Haynes              | Železná hlava Hánes Legenda o Hánesově železné hlavě | Gerry Cohen     | Katherine Green                                        | 1. května 1994     | 25. listopadu 1997 | 8.23          | 60-180 |
| 181          | 24        | Assault and Batteries                      | Hondo Napadení kvůli bateriím                        | Sam W. Orender  | David Castro                                           | 8. května 1994     | 1. prosince 1997   | 8.24          | 61-181 |
| 182          | 25        | Al Goes Deep                               | Sázka na Chada                                       | Amanda Bearse   | Garry Bowren a Laurie Lee-Goss                         | 15. května 1994    | 3. prosince 1997   | 8.25          | 61-182 |
| 183          | 26        | Kelly Knows Something                      | Touchdown trivia Kelly něco ví                       | Amanda Bearse   | Al Aidekman                                            | 22. května 1994    | 27. listopadu 1997 | 8.26          | 61-183 |

### Devátá řada (1994–1995)
| Č. v seriálu | Č. v řadě | Původní název                                | Český název                                                       | Režie           | Scénář                                     | Premiéra v USA     | Premiéra v ČR     | Produkční kód | Na DVD |
| ------------ | --------- | -------------------------------------------- | ----------------------------------------------------------------- | --------------- | ------------------------------------------ | ------------------ | ----------------- | ------------- | ------ |
| 184          | 1         | Shoeway to Heaven                            | Dům duše Ala Bundy                                                | Gerry Cohen     | námět: Nancy Steen scénář: Carl Studebaker | 4. září 1994       | 4. prosince 1997  | 9.01          | 62-184 |
| 185          | 2         | Driving Mr. Boondy                           | Řidičák pro pana Budku Řídí pan Bedna                             | Gerry Cohen     | Donald Beck                                | 11. září 1994      | 8. prosince 1997  | 9.02          | 62-185 |
| 186          | 3         | Kelly Breaks Out                             | Kellyin beďar Kelly vyráží                                        | Gerry Cohen     | Larry Jacobson                             | 18. září 1994      | 9. prosince 1997  | 9.03          | 62-186 |
| 187          | 4         | Naughty But Niece                            | Ambra Neposlušná, ale neteř                                       | Gerry Cohen     | David Castro                               | 25. září 1994      | 10. prosince 1997 | 9.04          | 63-187 |
| 188          | 5         | Business Sucks                               | Práce zasraná (1. část) Obchod stojí za starou bačkoru (1. část)  | Gerry Cohen     | Richard Gurman                             | 2. října 1994      | 11. prosince 1997 | 9.05          | 63-188 |
| 189          | 6         | Business Still Sucks                         | Práce zasraná (2. část) Obchod stojí za starou bačkoru (2.díl)    | Gerry Cohen     | Stacie Lipp                                | 9. října 1994      | 15. prosince 1997 | 9.06          | 63-189 |
| 190          | 7         | Dial B For Virgin                            | Panenská horká linka Vytoč P jako panna                           | Amanda Bearse   | Wayne Kline                                | 16. října 1994     | 16. prosince 1997 | 9.07          | 64-190 |
| 191          | 8         | Sleepless in Chicago                         | Bezesná noc V Chicagu beze spánku                                 | Katherine Green | Katherine Green                            | 23. října 1994     | 17. prosince 1997 | 9.08          | 64-191 |
| 192          | 9         | No Pot to Pease In                           | Hráškovi Žádný hrnec na hrách                                     | Gerry Cohen     | John Glenn Houston                         | 6. listopadu 1994  | 18. prosince 1997 | 9.09          | 64-192 |
| 193          | 10        | Dud Bowl                                     | Dvorní dámy Falešná mísa                                          | Gerry Cohen     | Kim Weiskopf                               | 13. listopadu 1994 | 22. prosince 1997 | 9.10          | 65-193 |
| 194          | 11        | A Man For No Seasons                         | Žádný sport Konec sezóny                                          | Amanda Bearse   | Kim Weiskopf                               | 27. listopadu 1994 | 23. prosince 1997 | 9.11          | 65-194 |
| 195          | 12        | I Want My Psycho Dad: Part 1                 | Vraťte nám Tátu cvoka (1. část) Chci svýho Tátu Cvoka             | Gerry Cohen     | Barry Gold                                 | 11. prosince 1994  | 30. prosince 1997 | 9.12          | 65-195 |
| 196          | 13        | I Want My Psycho Dad: Part 2 Second Blood    | Vraťte nám Tátu cvoka (2. část) Chci svýho Tátu Cvoka: Druhá krev | Gerry Cohen     | David Castro                               | 18. prosince 1994  | 5. ledna 1998     | 9.13          | 66-196 |
| 197          | 14        | The Naked and the Dead, But Mostly the Naked | Striptýz bar s manželkami                                         | Sam W. Orender  | Michael G. Moye                            | 8. ledna 1995      | 29. prosince 1997 | 9.14          | 66-197 |
| 198          | 15        | Kelly Takes a Shot                           | Kelly střílí Teď střílí Kelly                                     | Amanda Bearse   | Al Aidekman                                | 15. ledna 1995     | 6. ledna 1998     | 9.15          | 66-198 |
| 199          | 16        | Get the Dodge Outta Hell                     | Ztracený Dodge                                                    | Gerry Cohen     | Larry Jacobson                             | 5. února 1995      | 8. ledna 1998     | 9.16          | 67-199 |
| —            | —         | Best of Bundy                                | To nejlepší z dílů 1-200 To nejlepší z Bundových: 200. epizoda    | —               | —                                          | 5. února 1995      | 12. ledna 1998    | —             | 88-261 |
| 200          | 17        | 25 Years and What Do You Get?                | 25. výročí 25 let a co máte?                                      | Sam W. Orender  | Donald Beck                                | 12. února 1995     | 13. ledna 1998    | 9.17          | 67-200 |
| 201          | 18        | Ship Happens: Part 1                         | Odtučňovací loď (1. část) Na lodi (1. část)                       | Gerry Cohen     | Michele J. Wolff                           | 19. února 1995     | 14. ledna 1998    | 9.18          | 67-201 |
| 202          | 19        | Ship Happens: Part 2                         | Odtučňovací loď (2. část) Na lodi (2. část)                       | Gerry Cohen     | Katherine Green                            | 26. února 1995     | 15. ledna 1998    | 9.19          | 68-202 |
| 203          | 20        | Something Larry This Way Comes               | Larry Storch Tady přichází něco jako Larry                        | Amanda Bearse   | Alison Taylor                              | 12. března 1995    | 7. ledna 1998     | 9.20          | 68-203 |
| 204          | 21        | And Bingo Was Her Game-O                     | Bingo Peggy hraje bingo                                           | Gerry Cohen     | Laurie Lee-Goss a Garry Bowren             | 26. března 1995    | 19. ledna 1998    | 9.21          | 68-204 |
| 205          | 22        | User Friendly                                | Virtuální sex Přátelský uživatel                                  | Sam W. Orender  | Russell Marcus                             | 9. dubna 1995      | 21. ledna 1998    | 9.22          | 69-205 |
| 206          | 23        | Pump Fiction                                 | Zprávy z bot                                                      | Gerry Cohen     | Kim Weiskopf a David Castro                | 30. dubna 1995     | 26. ledna 1998    | 9.23          | 69-206 |
| —            | —         | My Favorite Married                          | Moje nejmilejší z Ženatého Můj nejmilejší ze Ženatého             | —               | —                                          | 30. dubna 1995     | 28. ledna 1998    | —             | 69-207 |
| 207          | 24        | Radio Free Trumaine                          | Studentské rádio Rádio Svobodná Trumaine                          | Gerry Cohen     | Richard Gurman a Stacie Lipp               | 7. května 1995     | 27. ledna 1998    | 9.24          | 70-208 |
| 208          | 25        | Shoeless Al                                  | Bez bot Al bez bot                                                | Amanda Bearse   | Bootsie                                    | 14. května 1995    | 22. ledna 1998    | 9.25          | 70-209 |
| 209          | 26        | The Undergraduate                            | Ctitel Nezralý absolvent                                          | Amanda Bearse   | Fran E. Kaufer                             | 21. května 1995    | 20. ledna 1998    | 9.26          | 70-210 |

### Desátá řada (1995–1996)
| Č. v seriálu | Č. v řadě | Původní název                                     | Český název                                                  | Režie          | Scénář                                        | Premiéra v USA     | Premiéra v ČR   | Produkční kód | Na DVD  |
| ------------ | --------- | ------------------------------------------------- | ------------------------------------------------------------ | -------------- | --------------------------------------------- | ------------------ | --------------- | ------------- | ------- |
| 210          | 1         | Guess Who's Coming to Breakfast, Lunch and Dinner | Hádej kdo přijde Hádej, kdo příjde na snídani, oběd i večeři | Gerry Cohen    | Russell Marcus                                | 17. září 1995      | 2. února 1998   | 10.01         | 71-211  |
| 211          | 2         | A Shoe Room with a View                           | Studio aerobiku Obchod s výhledem                            | Gerry Cohen    | Richard Gurman a Stacie Lipp                  | 24. září 1995      | 29. ledna 1998  | 10.02         | 71-212  |
| 212          | 3         | Requiem For a Dead Briard                         | Rekviem za mrtvého briarda Requiem za mrtvého briarda        | Gerry Cohen    | Michael G. Moye                               | 1. října 1995      | 3. února 1998   | 10.03         | 71-213  |
| 213          | 4         | Reverend Al                                       | Církev NeMadam                                               | Gerry Cohen    | Kim Weiskopf                                  | 8. října 1995      | 4. února 1998   | 10.04         | 72-214  |
| 214          | 5         | How Bleen Was My Kelly                            | Zelemdra                                                     | Amanda Bearse  | Daniel O'Keefe                                | 15. října 1995     | 5. února 1998   | 10.05         | 72-215  |
| 215          | 6         | The Weaker Sex                                    | Kurz sebeobrany Slabší pohlaví                               | Amanda Bearse  | Dvora Inwood                                  | 22. října 1995     | 9. února 1998   | 10.06         | 72-216  |
| 216          | 7         | Flight of the Bumblebee                           | Čmeláček Bud Let čmeláka                                     | Gerry Cohen    | Calvin Brown, Jr.                             | 29. října 1995     | 10. února 1998  | 10.07         | 73-217  |
| 217          | 8         | Blond and Blonder                                 | Blonďatá a blonďatější Blond a blonďatější                   | Gerry Cohen    | Stacie Lipp a Richard Gurman                  | 5. listopadu 1995  | 11. února 1998  | 10.08         | 73-218  |
| 218          | 9         | The Two that Got Away                             | Hladové štěně                                                | Amanda Bearse  | Al Aidekman                                   | 19. listopadu 1995 | 17. února 1998  | 10.09         | 73-219  |
| 219          | 10        | Dud Bowl II                                       | Alovo hřiště Fotbalová pocta                                 | Gerry Cohen    | Kim Weiskopf                                  | 26. listopadu 1995 | 12. února 1998  | 10.10         | 74-220  |
| —            | —         | Al Bundy's Sports Spectacular                     | Sportovní show Ala Bundy                                     | —              | Paul Wales                                    | 26. listopadu 1995 | 17. března 1998 | —             | nevyšlo |
| 220          | 11        | Bearly Men                                        | Lov na medvěda                                               | Gerry Cohen    | Russell Marcus                                | 3. prosince 1995   | 16. února 1998  | 10.11         | 74-221  |
| 221          | 12        | Love Conquers Al                                  | Manželská poradna                                            | Gerry Cohen    | Paul Corrigan a Brad Walsh                    | 10. prosince 1995  | 19. února 1998  | 10.12         | 74-222  |
| 222          | 13        | I Can't Believe It's Butter                       | Vaříme s Máslem                                              | Sam W. Orender | Scott Zimbler a Joel Valentincic              | 17. prosince 1995  | 18. února 1998  | 10.13         | 75-223  |
| 223          | 14        | The Hood, the Bud and the Kelly: Part 1           | Videoklip (1. část) Hood, Bud a Kelly (1. část)              | Gerry Cohen    | Dvora Inwood                                  | 7. ledna 1996      | 23. února 1998  | 10.14         | 75-224  |
| 224          | 15        | The Hood, the Bud and the Kelly: Part 2           | Videoklip (2. část) Hood, Bud a Kelly (2. část)              | Gerry Cohen    | Daniel O'Keefe                                | 14. ledna 1996     | 24. února 1998  | 10.15         | 75-225  |
| 225          | 16        | Calendar Girl                                     | Kalendář Dívka kalendáře                                     | Amanda Bearse  | Fran E. Kaufer                                | 4. února 1996      | 25. února 1998  | 10.16         | 76-226  |
| 226          | 17        | The Agony and the Extra C                         | Tetování Agónie a extra C                                    | Sam W. Orender | Jimmy Alack a Jim Kelly                       | 11. února 1996     | 3. března 1998  | 10.17         | 76-227  |
| 227          | 18        | Spring Break: Part 1                              | Prázdniny (1. část) Jarní prázdniny (1. část)                | Gerry Cohen    | Kim Weiskopf                                  | 18. února 1996     | 26. února 1998  | 10.18         | 76-228  |
| 228          | 19        | Spring Break: Part 2                              | Prázdniny (2. část) Jarní prázdniny (2. část)                | Gerry Cohen    | Calvin Brown, Jr.                             | 25. února 1996     | 2. března 1998  | 10.19         | 77-229  |
| 229          | 20        | Turning Japanese                                  | Japonec Jak se nestát Japoncem                               | Sam W. Orender | Fran E. Kaufer                                | 17. března 1996    | 4. března 1998  | 10.20         | 77-230  |
| 230          | 21        | Al Goes to the Dogs                               | Psí bouda                                                    | Sam W. Orender | Garry Bowren a Laurie Lee-Goss                | 24. března 1996    | 9. března 1998  | 10.21         | 77-231  |
| 231          | 22        | Enemies                                           | Nepřátelé                                                    | Gerry Cohen    | Richard Gurman a Stacie Lipp a Russell Marcus | 14. dubna 1996     | 11. března 1998 | 10.22         | 78-232  |
| 232          | 23        | Bud Hits the Books                                | Bundování v knihovně Bud praštil i s učením                  | Sam W. Orender | Stacie Lipp                                   | 28. dubna 1996     | 5. března 1998  | 10.23         | 78-233  |
| 233          | 24        | Kiss of the Coffee Woman                          | Pan a paní káva Polibek kávové ženy                          | Sam W. Orender | námět: Dvora Inwood scénář: Todd Newman       | 5. května 1996     | 10. března 1998 | 10.24         | 78-234  |
| 234          | 25        | Torch Song Duet                                   | Olympijský oheň Duet s pochodní                              | Gerry Cohen    | Donelle Q. Buck                               | 19. května 1996    | 12. března 1998 | 10.25         | 79-235  |
| 235          | 26        | The Joke's on Al                                  | Žert Vtipy na Ala                                            | Gerry Cohen    | Calvin Brown, Jr.                             | 19. května 1996    | 16. března 1998 | 10.26         | 79-236  |

### Jedenáctá řada (1996–1997)
| Č. v seriálu | Č. v řadě | Původní název                     | Český název                                                  | Režie           | Scénář                                                                        | Premiéra v USA     | Premiéra v ČR   | Produkční kód | Na DVD |
| ------------ | --------- | --------------------------------- | ------------------------------------------------------------ | --------------- | ----------------------------------------------------------------------------- | ------------------ | --------------- | ------------- | ------ |
| 236          | 1         | Twisted                           | Tornádo Větrné rande                                         | Gerry Cohen     | Richard Gurman                                                                | 28. září 1996      | 23. března 1998 | 11.01         | 79-237 |
| 237          | 2         | Children of the Corns             | Kukuřičné děti Vykořisťované děti                            | Amanda Bearse   | Matthew Berry a Eric Abrams                                                   | 5. října 1996      | 19. března 1998 | 11.02         | 80-238 |
| 238          | 3         | Kelly's Gotta Habit               | Kellyina reklama Kelly má zvyk                               | Amanda Bearse   | Laurie Lee-Goss a Garry Bowren                                                | 12. října 1996     | 26. března 1998 | 11.03         | 80-239 |
| 239          | 4         | Requiem For a Chevyweight: Part 1 | Dodge na špalcich (1. část) Requiem za přítele (1. část)     | Gerry Cohen     | Steve Faber a Bob Fisher                                                      | 10. listopadu 1996 | 30. března 1998 | 11.04         | 80-240 |
| 240          | 5         | Requiem For a Chevyweight: Part 2 | Dodge na špalcich (2. část) Requiem za přítele (2. část)     | Amanda Bearse   | Russell Marcus                                                                | 17. listopadu 1996 | 31. března 1998 | 11.05         | 81-241 |
| 241          | 6         | A Bundy Thanksgiving              | Bundi díkůvzdání Díkuvzdání à la Bunda                       | Amanda Bearse   | Vince Cheung a Ben Montanio                                                   | 24. listopadu 1996 | 6. dubna 1998   | 11.06         | 81-242 |
| 242          | 7         | The Juggs Have Left the Building  | The Juggs The Juggs opustili scénu                           | Gerry Cohen     | Vince Cheung a Ben Montanio                                                   | 1. prosince 1996   | 1. dubna 1998   | 11.07         | 81-243 |
| 243          | 8         | God Help Ye Merry Bundymen        | Vánoce Předvánoční čas                                       | Amanda Bearse   | Steve Faber a Bob Fisher                                                      | 22. prosince 1996  | 8. dubna 1998   | 11.08         | 82-244 |
| 244          | 9         | Crimes Against Obesity            | Zločiny proti obězitě Zločin proti obezitě                   | Amanda Bearse   | Russell Marcus                                                                | 29. prosince 1996  | 25. března 1998 | 11.09         | 82-245 |
| 245          | 10        | The Stepford Peg                  | Stepfordská Peggy Stepfordská Peg                            | Amanda Bearse   | Valerie Ahern a Christian McLaughlin                                          | 6. ledna 1997      | 18. března 1998 | 11.10         | 82-246 |
| 246          | 11        | Bud on the Side                   | Bud randí s Gary Budův pád                                   | Sam W. Orender  | Valerie Ahern a Christian McLaughlin                                          | 13. ledna 1997     | 2. dubna 1998   | 11.11         | 83-247 |
| 247          | 12        | Grime and Punishment              | Oprava sklepa Špína a trest                                  | Sam W. Orender  | Steve Faber a Bob Fisher                                                      | 20. ledna 1997     | 24. března 1998 | 11.12         | 83-248 |
| 248          | 13        | T*R*A*S*H                         | Stavka popelářů Smetí                                        | Amanda Bearse   | námět: Terry Maloney a Mindy Morgenstern scénář: Todd Newman a David Faustino | 27. ledna 1997     | 9. dubna 1998   | 11.13         | 83-249 |
| 249          | 14        | Breaking Up Is Easy to Do: Part 1 | Rozejít se je snadné (1. část) Rozejít se je lehké (1. část) | Mark K. Samuels | Eric Abrams a Matthew Berry                                                   | 24. února 1997     | 14. dubna 1998  | 11.14         | 84-250 |
| 250          | 15        | Breaking Up Is Easy to Do: Part 2 | Rozejít se je snadné (2. část) Rozejít se je lehké (2. část) | Gerry Cohen     | Russell Marcus                                                                | 24. února 1997     | 15. dubna 1998  | 11.15         | 84-251 |
| 251          | 16        | Breaking Up Is Easy to Do: Part 3 | Rozejít se je snadné (3. část) Rozejít se je lehké (3. část) | Gerry Cohen     | Russell Marcus                                                                | 3. března 1997     | 16. dubna 1998  | 11.16         | 84-252 |
| 252          | 17        | Live Nude Peg                     | Jasmína Peg a soutěž striptérek                              | Amanda Bearse   | Matthew Berry a Eric Abrams                                                   | 10. března 1997    | 7. dubna 1998   | 11.17         | 85-253 |
| 253          | 18        | A Babe in Toyland                 | Show strýčka Dudleyho                                        | Gerry Cohen     | Valerie Ahern a Christian McLaughlin                                          | 17. března 1997    | 13. dubna 1998  | 11.18         | 85-254 |
| 254          | 19        | Birthday Boy Toy                  | Jeffersonovy 40. narozeniny                                  | Gerry Cohen     | Terry Maloney a Mindy Morgenstern                                             | 30. března 1997    | 20. dubna 1998  | 11.19         | 85-255 |
| 255          | 20        | Damn Bundys                       | Prokletí Bundovi                                             | Richard Correll | Ben Montanio a Vince Cheung                                                   | 28. dubna 1997     | 21. dubna 1998  | 11.20         | 86-256 |
| 256          | 21        | Lez Be Friends                    | Sestřenice Mandy                                             | Gerry Cohen     | Pamela Eells                                                                  | 28. dubna 1997     | 23. dubna 1998  | 11.22         | 86-257 |
| 257          | 22        | The Desperate Half-Hour           | Zajatci                                                      | Gerry Cohen     | Valerie Ahern a Christian McLaughlin                                          | 5. května 1997     | 27. dubna 1998  | 11.23         | 86-258 |
| 258          | 23        | How to Marry a Moron              | Svatba s blbcem                                              | Gerry Cohen     | námět: Russell Marcus a Pamela Eells scénář: Vince Cheung a Ben Montanio      | 5. května 1997     | 28. dubna 1998  | 11.24         | 87-259 |
| 259          | 24        | Chicago Shoe Exchange             | Chicagská botová výměna                                      | Mark K. Samuels | Matthew Berry a Eric Abrams                                                   | 9. června 1997     | 22. dubna 1998  | 11.21         | 87-260 |

## Další speciály
Kromě tří speciálů, které byly i v Česku odvysílány – Best of Bundy, My Favorite Married a Al Bundy's Sports Spectacular – a do seriálu se běžně započítávají,
existuje ještě několik dalších samostatně stojících speciálů-dokumentů.  
| Řada | Název                                 | Český název       | Premiéra v USA                  | Premiéra v ČR | Původní pořadí      |
| --- | ------------------------------------- | ----------------- | ------------------------------- | ------------- | ------------------- |
| 7 | Backstage with the Bundys             |                   | 6. září 1992 (na stanici MTV)   |               | před dílem 7x01     |
| Jak se točil díl 6x22 Verminátor (The Good-bye Girl)                                                                                       |                                       |                   |                                 |               |                     |
| 7 | A Day in the Life                     |                   | 7. června 1993 (na stanici Fox) |               | po dílu 7x26        |
| Pohled na život Teda McGinleyho a Amandy Bearsové a jak se natáčela epizoda 7x20 Vstup zakázán (Un-Alful Entry), kterou Amanda režírovala. |                                       |                   |                                 |               |                     |
| 11 | Married With Children Reunion Special | Setkání po letech | 16. února 2003 (na stanici Fox) | na DVD 88-262 | po skončení seriálu |
| 42minutový dokument. Herci hlavních postav vzpomínají na natáčení a nejlepší scény seriálu.                                                |                                       |                   |                                 |               |                     |